# Slaget om Carentan
49°18′18″N 1°14′58″V / 49.30500°N 1.24944°V
Slaget om Carentan var et slag i 2. verdenskrig mellem luftbårne amerikanske styrker og tyske tropper under Operation Overlord. Slaget foregik mellem den 10. og den 14. juni 1944 på vejen til og i byen Carentan i Frankrig.
Målet for de angribende amerikanske styrker var at opnå en sammensmeltning af de amerikanske brohoveder (Utah Beach og Omaha Beach) og etablering af en kontinuert forsvarslinje mod forventede tyske modangreb. Den forsvarende tyske styrke forsøgte at holde stand i byen længe nok til at forstærkninger på vej sydfra kunne nå at ankomme, forhindre eller forsinke sammenlægningen af brohovederne og forhindre den 1. amerikanske armé i at angribe i retning af Lessay-Périers som ville afskære Cotentin halvøen.
Carentan blev forsvaret af 6. faldskærmsregiment, to Øst-bataljoner og rester af andre tyske styrker. Den 17. SS pansergrenader division, som havde ordre til at forstærke Carentan blev forsinket af mangel på transportmidler og angreb fra allierede fly. Den angribende 101. luftbårne division landede med faldskærm og svævefly den 6. juni som led i de Amerikanske luftbårne landsætninger i Normandiet og fik ordre til at erobre Carentan.
I det efterfølgende slag tiltvang 101. luftbårne division sig adgang over dæmningsvejen ind i Carentan den 10. og 11. juni. Mangel på ammunition tvang de tyske styrker til at trække sig tilbage den 12. juni. Den 17. SS pansergrenaderdivision gennemførte et modangreb mod 101. luftbårne division den 13. juni. Det gik godt i starten, men angrebet blev slået tilbage af Combat Command A (CCA) fra den amerikanske 2. pansrede division.
506. faldskærmsregiments rolle i slaget blev beskrevet i Stephen Ambroses bog og HBO tv-serien Kammerater i krig. 502. faldskærmsregiments rolle blev basis for to videospil.

## Baggrund

### Operation Overlord
Den 6. juni 1944 indledte de allierede Operation Overlord en massiv og længe ventet invasion af Frankrig fra luften og fra havet. Den 101. luftbårne division landede bag Utah Beach med den opgave at blokere tyske forstærkninger fra at angribe det amerikanske 7. korps under dens primære opgave med at erobre havnen i Cherbourg.
En sammenkædning af de amerikanske brohoveder ved Utah og Omaha Beach var et mål på D-dag for de styrker, som blev landsat ved kysten, men blev ikke opnået på grund af kraftig tysk modstand ved Omaha Beach. Hertil kom, at de allieredes efterretningstjeneste troede at tre tyske divisioner var ved at samle sig for at drive en kile ind mellem dem. Den allierede øverstkommanderende, general Dwight D. Eisenhower inspicerede Omaha den 7. juni og gav ordre til en "koncentreret indsats" for at gennemføre sammenkoblingen af de to brohoveder.
General Omar Bradley, den øverste amerikanske officer på landjorden gav ordre til at den oprindelige taktiske plan skulle ændres, så en sammenkædning af de to brohoveder ved Isigny og Carentan fik højeste prioritet. 7. korps fik opgaven på Carentan siden og gav 101. luftbårne division, som var tættest på byen, "den ene opgave at erobre Carentan."

### Geografi
Carentan er en havneby i Normandiet i Frankrig. Den ligger i floddalen ved Douve-floden ved foden af Cotentin-halvøen. Under 2. verdenskrig havde byen en befolkning på omkring 4.000. Fire hovedveje og en jernbane mødtes i byen fra Cherbourg i nordvest, Bayeux og Caen mod øst, Saint-Lô mod sydøst og Coutances mod sydvest.
Byen domineres af højereliggende områder mod sydvest og sydøst, som altsammen var under tysk kontrol under slaget. De andre tre adgangsveje er omgivet af vandveje: Douve-floden mod vest og nord, et bådebassin mod nordøst og Vire-Taute-kanalen mod øst. Tyskerne oversvømmede en stor del af floddalen ved Douve inden invasionen, hvilket skabte et marskområde, som ikke kunne passeres af køretøjer, og kun vanskeligt var passabelt for infanteri, en taktik som tidligere var blevet brugt af kejser Napoleon i det samme område..
Hovedvejen fra Saint Côme-du-Mont krydsede flodsletten over en smal 2 km lang dæmningsvej med 2-3 meter høje skrænter. Fire broer krydsede Douve og adskillige bifloder langs dæmningsvejen. Tropper i åbent terræn under beskydning kunne kun gå i dækning ved at grave sig ned på den østlige side af dæmningsvejen. Da de trak sig tilbage fra Saint Côme-du-Mont, havde tyskerne sprængt bro nr. 2 på dæmningsvejen og en del af jernbanedæmningen.

### Styrker
Carentan blev forsvaret af to bataljoner faldskærmsjægere fra 6. faldskærmsregiment under ledelse af Oberst Friedrich von der Heydte, og rester af den 91. luftlandedivisions 1058. grenaderregiment. Begge var undsluppet fra den nærliggende Saint Côme-du-Mont den 8. juni da landsbyen blev erobret af 101. luftbårne division. II./FJR6 and III./FJR6 (2. og 3. bataljon af 6. faldskærmsregiment) var stadig intakte som kampenheder, men III./GR1058 var omtrent blevet ødelagt under tre dages kamp, og fungerede ikke længere effektivt som enhed.
Det tyske 84. korps forstærket med 6. faldskærmsregiment med to bataljoner af Øst-legion tropper og nogle få overlevende fra 914. grenaderregiment (fra 352. infanteridivision) efter dens nederlag den 9. juni ved Isigny-sur-Mer. Heeresgruppe B's chef feltmarskal Erwin Rommel beordrede von der Heydte til at forsvare byen "til sidste mand." Otl. von der Heydte placerede de tredje- og fjerderangs (efter tysk definition) østeuropæiske bataljoner langs Vire-Taute kanalen for at forsvare mod øst. 2. bataljon af faldskærmstropperne placerede han hen over Carentan enden af dæmningsvejen og 3. bataljon gravede sig ned for at forsvare mod angreb fra nord.
Den 17. pansergrenaderdivision var stationeret ved Thouars. Den var angiveligt en mekaniseret infanteridivision i OKW's mobile reserve, men havde hverken kampvogne eller tilstrækkelig mange transportkøretøjer. Den 7. juni fik den ordre til at rykke til Normandiet efter den allierede landgang. Den blev imidlertid forsinket af mangel på lastbiler og af angreb fra allierede fly, som ødelagde broer over Loire-floden og greb ind overfor bevægelser med jernbanen. De forreste elementer nåede Angers den 9. juni og Saint-Lô den 10. juni. På dette tidspunkt var det Rommels største bekymring at forhindre et angreb vestpå fra Carentan for at afskære Cotentin-halvøen. 38. pansergrenader dannede en mobil kampgruppe, der skulle modstå enheder fra 5. amerikanske korps syd for Isigny og 37. pansergrenaderregiment blev sendt til Carentan.
101. luftbårne division samlede sine styrker i Normandiet den 9. juni. Dens tre faldskærmsregimenter, 501., 502 og 506. faldskærmsregiment var blevet spredt ud over området ved nedkastningerne og et betydeligt antal mænd blev dræbt eller savnedes som følge heraf. Divisionen havde lidt yderligere tab ved erobringen af Saint Côme-du-Mont. Dens 327. luftbårne infanteri regiment (svævefly) var landet ved Utah Beach den 7. juni og bortset fra dens 3. bataljon, som var tilknyttet 401. luftbårne infanteriregiment (svævefly) havde den endnu ikke for alvor været i kamp.
Den 2. pansrede division, som var en del af 5. Korps var rykket frem fra Omaha Beach for at støtte fremrykningen af 175. infanteriregiment (29. infanteridivision) til Isigny. Dens Combat Command A (CCA) bestod af M4 Sherman kampvogne fra 2. bataljon af 66. pansrede regiment og mekaniseret infanteri fra 3. bataljon af 41. pansrede infanteriregiment og var til rådighed som pansret reservestyrke for 101. luftbårne division.

## Slaget
Den 9. juni afsluttede 101. sin konsolidering med 502. faldskærmsregiment som afskærmning på højre flanke langs den øvre del af Douve-floden, 506. faldskærmsregiment var placeret hen over hovedvejen til Carentan og 327. luftbårne regiment lå på venstre side i stillinger langs Douve-floden overfor Brévands. 501. faldskærmsregiment var divisionens reserve.
Patruljer og luftrekognoscering af Carantan antydede at byen kunne være let forsvaret, og en plan om at erobre byen i en knibtangsmanøvre blev udformet. 502. faldskærmsregiment skulle angribe på højre og 327. luftbårne regiment på venstre side. Det var meningen at angrebet skulle indledes lige efter midnat den 10. juni. Derpå var det 502. faldskærmsregiments opgave at overskride broerne og erobre det højereliggende område sydvest for byen lang hovedvejen til Périers (Hill 30) for at afskære tilbagetrækning. 327. skulle krydse Douve ved Brévands, foretage en cirkelbevægelse 1½ km mod øst og komme ind ad vejen fra Isigny og erobre byen.

### Purple Heart Lane, 10. juni
Forrest i 502- angreb var 3. bataljon under oberstløjtnant Robert G. Cole. De konstaterede at bro nr. 2 ikke var repareret og at de ingeniørsoldater, som havde fået opgaven var under beskydning fra en 88 mm kanon. Cole sendte sin stabsofficer S-2, premierløjtnant Ralph B. Gehauf og en patrulje over floden i en lille båd. De begav sig frem til den sidste bro, som de fandt blokeret af en belgisk port. Patruljen kunne skubbe forhindringen 45 cm til siden, lige nok til at en soldat ad gangen kunne passere. Patruljen blev snart oplyst af lysblus og blev beskudt med morterer og maskingeværer. Den vendte tilbage kl. 5.30 da angrebet blev udsat. Hovedparten af beskydningen syntes at komme fra en stor gård
(49°18′44.6″N 1°15′37.2″V / 49.312389°N 1.260333°V) og en hæk på et højereliggende område 225 meter til højre for hovedvejen på den anden side af bro nr. 4 Kort
Klokken 1.45 begyndte 1. bataljon af 327. at krydse gangbroerne over den nedre Douve, og kl. 6 var hele regimentet under dækning af artilleriild. Regimentet erobrede Brévands og indledte den 5 km lange bevægelse mod syd og vest. A kompagniet fra 401. regiment ledsaget af divisionens stabsofficer S-3 forlod kolonnen og marcherede mod Auville-sur-le-Vey for at få forbindelse med 29. infanteridivision. 327. mødte ikke alvorlig modstand indtil det nærmede sig broerne over Vire-Taute-kanalen øst for Carentan kl. 18. Det gik til angreb med to bataljoner på linje og ved midnat havde det kontrol over den østlige bred.
Broen over Douve var stadig ikke repareret da 3. bataljon af 502. vendte tilbage ved middagstid. Faldskærmstropperne brugte forhåndenværende ingeniørmateriel til at bygge en improviseret gangbro og indledte deres angreb kort efter kl. 13. De rykkede i enkeltkolonne krybende og kravlende hen ad dæmningsvejen og den forreste mand i bataljonen på 400 mand nåede frem til bro nr. 4 omkring kl. 16, mens hovedparten af resten havde passeret bro nr. 3. Under artilleri og morterbeskydning og derpå snigskytte- og maskingeværild da de nåede indenfor rækkevidde kom det til store tab i 3. bataljon af 502. Mørkets frembrud afsluttede fremrykningen, men tabene fortsatte da et angreb kl. 23.30 fra to lavtflyvende tyske Ju 87 Stukaer beskød dæmningsvejen og slog "Item" kompagniet fuldstændig ud af kampen. De alvorlige tab, som 3. bataljon led blev vurderet til at udgøre 67 % af den oprindelige styrke, resulterede i øgenavnet "Purple Heart Lane" til dette stykke af hovedvejen mellem Carentan og Sainte-Mère-Église.

### Coles angreb, 11. juni
I løbet af natten døde den tyske beskydning ud. H kompagniet krøb gennem åbningen i forhindringen, og da det ikke led tab fulgte G kompagniet og hovedkvarter kompagniet efter kl. 4. De gik i dækning på begge sider af hovedvejen. Spejdere foran nåede næsten frem til gården i morgengryet inden de blev mejet ned af tysk beskydning. Oberstløjtnant Cole anmodede straks om artilleristøtte, men den tyske beskydning fortsatte. Klokken 6.15 under røgslør gav oberstløjtnant Cole major John P. Stopka ordre om at give bataljonen ordre om at den blev nødt til at angribe den tyske stillinger for at få dem fjernet.
Med en fløjte til at signalere angrebet anførte Cole et bajonetangreb som overvældede forsvarerne i brutal nærkamp. Cole blev senere tildelt Medal of Honor for angrebet. I starten angreb kun en lille del af bataljonen – ca. 20 mand – men Stopka fulgte hurtigt efter med 50 yderligere. Angrebet fik momentum da andre faldskærmstropper så at det var i gang og sluttede sig til det ved at krydse en grøft. Efter at have passeret den tomme gård opdagede mændene i H kompagniet mange tyske faldskærmssoldater nedgravet langs en hæk bag det. G og H kompagnierne dræbte dem med håndgranater og bajonetter, men led selv store tab.
De overlevende fra 3. bataljon dannede forsvarsstillinger og anmodede 1. bataljon i 502. om at fortsætte angrebet. Oberstløjtnant Patrick F. Cassidys bataljon led imidlertid selv store tab under morterbeskydning og kunne kun forstærke Coles forsvarslinje og overtog stillinger fra 3. bataljons kommandopost på gården til hovedvejen. Under en 2 timers våbenhvile, hvor amerikanske styrker forsøgte at forhandle om fjernelse af døde og sårede rykke C kompagniet fra 502. frem fra bro nr. 4 til en kålmark mellem den 2. og 3. hæk. A kompagniet rykkede frem til lige bag C kompaniet og forlængede dens linje over hovedvejen. Kampen ved kålmarken i løbet af eftermiddagen foregik ofte på ekstremt tæt hold med modstanderne på hver sin side af den samme hæk.
Bortset fra våbenhvilen omkring middag, som de tyske faldskærmstropper brugte på at få nye forsyninger og reorganisering, afslog de amerikanske tropper gentagne angreb. Det sidste lykkedes næsten i overvælde 3. bataljon kl. 18.30 og nåede frem til den sidste hæk inden Douvefloden, men det lykkedes oberstløjtnant Doles artilleriofficer at få 7. korps artilleri til at indlede en beskydning, som var så tæt på, at flere amerikanere blev dræbt. Den overvældende voldsomhed i det fem minutter lange bombardement afsluttede det sidste tyske modangreb.
Patruljer fra 327. regiment havde opdaget en delvis ødelagt gangbro over Vire-Taute-kanalen på det sted hvor den mødte Douve-floden nordøst for byen. Broen var repareret kl. 10 og et kompagni fra henholdsvis 2. og 3. bataljon krydsede og angreb ned af de skovklædte sider af bådebassinet (Bassin à Flot), men i lighed med 502. blev de stoppet en kilometer fra Carentan af maskingeværer og morterild, som artilleriet ikke kunne stoppe.
De tyske faldskærmsjægere var næsten udgået for ammunition og trak sig tilbage i løbet af natten og efterlod kun en lille bagtrop. En nedkastning af forsyninger fra Luftwaffe 11 km mod sydvest ankom for sent til at være nogen hjælp. Den 17. pansergrenaderdivision under brigadeführer Werner Ostendorff), som havde været undervejs til Carentan siden D-dag, var blevet forsinket af luftangreb og mangel på brændstof. Om aftenen den 11. juni var kun nogle få fremskudte enheder nået frem til divisionen samlingsområde.

### Carentan erobres, 12. juni
For at afslutte erobringen af Carentan dannede general Courtney Hodges fra 1. amerikanske armé en task force under general Anthony McAuliffe som skulle koordinere det afsluttende angreb. Opgaven med at tage Hill 30 blev flyttet til 506. faldskærmsregiment. Angrebet langs bådebassinet blev fornyet og 501. faldskærmsregiment blev afløst i sine defensive stillinger og skulle kredse om bag 327. regiment for at nærme sig Hill 30 fra øst. Bevægelserne blev dækket af et bombardement som varede hele natten med skibsartilleri, korpsartilleri, morterer og tankdestroyere, som sluttede sig til 327. regiment ved den østlige kanal. Kort
To bataljoner af 506. rykkede ned ad dæmningsvejen til Carentan efter mørkets frembrud, passerede gennem 2. bataljon af 502. kl. 2 den 12. juni og marcherede over land til Hill 30 (landsbyen la Billonnerie), som de erobrede kl. 5. 1. bataljon indtog defensive stillinger rettet mod sy over hovedvejen mens 2. bataljon blev beordret nordpå for at angribe byen. I løbet af natten rykkede 501. regiment i stilling bag 327. regiment, krydsede kanalen og nåede Hill 30 klokken 6.30.
Klokken 6 blev Carentan angrebet nordfra af 1. bataljon af 401. regiment og sydfra af 2. bataljon af 506. regiment. Begge enheder blev mødt af maskingeværild fra den tyske bagtrop, men 2. bataljon blev også sporadisk beskudt af artilleri syd for Carentan. Trods det rensede begge enheder hurtigt byen for bagtroppen i en kort ildkamp ved jernbanestationen og mødtes kl. 7.30 i byens centrum. 1. bataljon af 506. regiment kom i en mere alvorlig kamp syd for byen fordi det måtte redde oberst Sinks kommandopost, som var blevet omringet fordi det var kommet for tæt på de tyske linjer i mørket.
Om eftermiddagen rykkede både 506. og 501. mod sydvest, men efter 1½ km blev de stoppet af nye tyske enheder og nogle få kampvogne. 17. pansergrenaderdivision havde planlagt et angreb, som
skulle generobre Carentan, men dens stormartilleri blev fastholdt i samlingsområderne af allierede luftangreb. I stedet gravede infanteri sig ned i højere terræn nedenfor byen og kæmpede mod faldskærmstropperne indtil det blev mørkt.

### Bloody Gulch, 13. juni
Ved daggry den 13. juni skulle 101. luftbårne lige til at angribe den tyske linje, da den blev angrebet af kampvogne og stormartilleri. To bataljoner af 37. pansergrenaderregiment støttet af 17. panserbataljon og 3. bataljon af 6. faldskærmsjægerregiment, ramte hårdt imod 501. faldskærmsregiment på den amerikanske venstre fløj, som faldt tilbage under stærkt pres. Kompagnierne på venstre flanke (Dog og Fox) fra 506. gav efter og ved middagstid var spydspidserne af det tyske angreb nået indenfor en halv kilometer fra Carentan. Imidlertid forankrede E kompagniet af 506. under premierløjtnant Richard D. Winters sin højre flanke mod en jernbanedæmning og holdt sin stilling. Forstærket af 2. bataljon fra 502. som tog stilling på dens højre side forsinkede "Easy" kompagniet det tyske angreb indtil amerikanske kampvogne kunne nå frem.
Som reaktion på en ULTRA advarsel om størrelsen og truslen i modangrebet, sendte general Bradley CCA fra 2. amerikanske pansrede division (under ledelse af brigadegeneral Maurice Rose og i nærheden af Isigny) til Carentan klokken 10.30. Klokken 14 angreb CCA med støtte fra selvkørende artilleri fra 14. pansrede feltartilleribataljon. En styrke af kampvogne og mekaniseret infanteri strømmede ned af vejen til Baupte i 2. bataljon af 506.'s område og knuste tyskernes fremstød. En anden styrke drev de tyske styrker tilbage ad Périers hovedvejen og tilføjede dem store tab af mænd og udstyr. CCA, fulgt af 502. faldskærmsregiment trængte derefter vestpå 1½ km forbi den oprindelige linje.
Modangrebet blev kendt blandt de overlevende som "Battle of Bloody Gulch".

## Andre operationer 12. – 14. juni
Øst for Carentan rykkede 1. og 2. bataljon af 327. luftbårne regiment frem til Mesnil om eftermiddagen den 12. juni og angreb derefter sydpå til Rouxeville og Montmartin-en-Graignes.Kort 2. bataljon af 327. undsatte en lomme af tropper fra 29. division som bl.a. omfattede divisionens assisterende chef, brigadegeneral Norman Cota. Den 13. juni blev 327. beordret til at trække sig tilbage og grave sig ned langs en 3 km bred front bag jernbanen i forventning om et tysk modangreb, som dog ikke blev til noget.Kort
Den følgende dag etablerede 502. og 506. under deres sidste angreb i Normandiet en defensiv linje langs hovedvejen fra Baupte til Auverville. Patruljer fra 502. fik kontakt med 82. luftbårne divisions 508. regiment i Baupte. Den 15. juni blev 101. luftbårne en del af 8. amerikanske Korps og lå i en defensiv stilling omkring Carentan indtil den blev afløst den 27. juni af 83. division. Den 30. juni afløste 101. luftbårne division 4. division, som bevogtede Cherbourg. Her blev den indtil den vendte tilbage til England med LST for at modtage reserver og træning.

## Eksterne kilder
- US Army map of area of operations

Topografisk kort i stor skala. Carentan og omegn ligger i nedre højre hjørne
- "The Mustang General" af Don R. Marsh erindringsartikel om brigadegeneral Maurice Rose i Carentan af hans levnedsbeskriver, en veteran fra 2. pansrede division
- Tysk slagorden Arkiveret 29. maj 2007 hos  Wayback Machine, en privat side som er veldokumenteret fra tyske arkiver om slagorden, styrker og tab
- U.S. Airborne in Cotentin Peninsula / D-Day Etat des Lieux. 101st Airbornes slagorden
- Utah Beach to Cherbourg, "The Battle for Carentan (8-15 June)". US Army history of the VII Corps attacks, udgivet i 1948 og genudgivet i 1990
- Cross-Channel Attack, Chapter IX "The V Corps Lodgment" (7-18 june) US Army history of the Normandy campaign udgivet i 1951 og genudgivet i 2002
- Regimental Unit Study No. 3 "506th Parachute Infantry in Normandy Drop". en officiel historie af S.L.A. Marshall og grundlaget for hans bog Night Drop
- "Battle to Control Carentan During World War II" Arkiveret 27. juni 2007 hos  Wayback Machine John C. McManus, History Net